# Rubikova plošča
Rubikova plošča je podobno kot Rubikova kocka, vrsta mehanske uganke in igrače. V 80. letih 20. stoletja jo je iznašel madžarski izumitelj, kipar in profesor arhitekture Ernő Rubik.
Igrača je sestavljena iz osmih kvadratnih ploščatih delov, ki so urejeni v razmerju 2 × 4 in med seboj povezani s plastično nitjo (laksom). Na eni strani osnovne ploskve (urejene v opisanem razmerju), so narisani trije med seboj ločeni barvni krogi. Na nasprotni ploskvi so neurejeno razvrščeni krogi istih barv, ki se med seboj dotikajo. Cilj igre je razvrstiti kvadratne ploščate dele tako, da na nasprotni ploskvi nastanejo trije med seboj prepletajoči se krogi.